# Osloß
Osloß település Németországban, azon belül Alsó-Szászország tartományban. Lakosainak száma 2121 fő (2023. december 31.). Osloß Sassenburg, Bokensdorf, Weyhausen, Wolfsburg és Calberlah községekkel határos.

## Népesség
A település népességének változása:
| Lakosok száma | 1931 | 1880 | 1913 | 1892 | 1913 | 2025 | 2121 |
|               | 2016 | 2017 | 2018 | 2019 | 2021 | 2022 | 2023 |